# Maud Mulder
Maud Margot Mulder (Nijmegen, 17 november 1981) is een Nederlandse zangeres en hockeyster, woonachtig in Amsterdam. Zij werd bekend door haar deelname aan de tweede serie van Idols, waarin ze uiteindelijk tweede werd. Mulder hockeyde bij de dames 1 van NMHC Nijmegen.

## Biografie
Mulder is de tweede dochter van vader Theo en moeder Maria. Mulder groeide op in de Weezenhof in Nijmegen. Na haar basisschool ging zij naar het Stedelijk Gymnasium Nijmegen, waar zij in 2001 slaagde. Daarna studeerde zij aan de Academie voor Lichte Muziek te Hilversum en later Psychologie aan de Radboud Universiteit Nijmegen (begonnen, niet afgemaakt). Vanaf augustus 2009 volgde ze de masteropleiding sportmanagement aan de Johan Cruyff University, die ze in 2010 afrondde.
Mulder had, voorafgaand aan haar zangcarrière, een carrière in de topsport. Zij hockeyde op het hoogste niveau in de Rabo Hoofdklasse met haar club NMHC Nijmegen. Daar speelde zij samen met haar zus, Eefke, die ook Nederlands international was. Mulders positie in het veld is spits. In 2001 won ze de "Gouden Stick", het spelersklassement van de hoofdklasse wat gekozen wordt door de coaches van de hoofdklassers. In 2010 stopte ze bij Nijmegen. In de jeugd speelde ze bij ZOW en Union. Ook kwam Mulder uit voor Jong Oranje.

### Muzikale carrière
Voor Idols had Mulder zangles in het cultureel centrum De Lindenberg in Nijmegen. Toen Mulder bij de talentenjacht in het RTL-programma Idols 2 (seizoen 2003-2004) als tweede eindigde (achter winnaar Boris Titulaer) kreeg ze meteen een contract aangeboden bij platenmaatschappij BMG. Na die tijd trad zij veel op. Een van de hoogtepunten was haar bijdrage aan vier concerten van René Froger in de Amsterdam Arena, waarbij ze een solo zong en een duet met Froger.
Na Idols profileerde Mulder zich als Nederlandstalige zangeres. Haar eerste single "Zoals je naar me kijkt" verscheen eind 2004 en werd geschreven door John Ewbank. Het nummer was tevens de titelsong voor de speelfilm Floris van Jean van de Velde. Mulder bereikte met haar eerste single de tiende plaats in de Nederlandse Top 40. Eind 2004 kreeg Mulder de prijs voor populairste Nederlandse zangeres 2004. Op haar eerste album "Wacht op mij", dat in maart 2005 verscheen, zong ze onder andere een duet met Frank Boeijen. Voor dit nummer kwam speciaal de Frank Boeijen Groep eenmalig weer bijeen. Ook Xander de Buisonjé heeft voor Mulder op dit album een nummer geschreven: "Hij". In 2003 had Mulder ook al meegezongen op Xanders hitsingle "Ik zie". Na het verschijnen van haar eerste album zakte de publieke belangstelling voor Mulder in. Zij bracht nog wel het nummer "Omdat je bij me blijft" uit, dat eerder ook al eens door Marco Borsato was opgenomen, maar dat werd geen grote hit. De optredens gingen echter gewoon door. Ze bracht ook nog de single "Jou" uit.
Mulder maakte deel uit van de gelegenheidsformatie Artiesten voor Azië die in januari 2005 met de single "Als je iets kunt doen" een nummer 1-hit uitbracht ten bate van de slachtoffers van de tsunamiramp in Azië op tweede kerstdag 2004.
Mulder verzorgde in het najaar van 2005, samen met musicalster Bastiaan Ragas (in de serie "Dommelsch Dubbel Dutch") een aantal concerten, waarin ze naar het Nederlands vertaalde popduetten ten gehore brachten. Ook zong Mulder het nummer "Everything must change" tijdens het concert "Greetings From Nijmegen, a tribute to Nina Simone" op 29 november 2005 in de Vereeniging in Nijmegen. Het concert was ter promotie van de gelijknamige cd waarop ze met hetzelfde nummer was te horen. De CD was een initiatief van Bones Records en de gehele opbrengst ging naar Stichting Vrienden van het KOC (Kinder Oncologisch Centrum) in Nijmegen.
Op 12 maart 2006 nam Mulder deel aan het Nationaal Songfestival in Amsterdam. Hier maakte zij kans om als vertegenwoordiger van Nederland naar het 51ste Eurovisiesongfestival, dat in mei 2006 plaats zou vinden in Athene, te mogen gaan. Vanwege de internationale competitie zong zij drie Engelstalige liedjes: de nummers I'm Alive (Ladida), Without Your Love en One More Try. De eerste twee nummers waren door Mulders vaste componisten en tekstschrijvers geschreven, het derde nummer was afkomstig uit de zogenaamde open inschrijving. De jury oordeelde dat haar nummers te veel op eerdere Nederlandse (weinig succesvolle) inzendingen leken, waardoor ze ongeschikt zouden zijn voor het Eurovisiesongfestival. Mulder was tevens niet goed bij stem op deze avond en eindigde dan ook als derde en tegelijk allerlaatste. Van het televotende publiek kreeg zij 13% van de stemmen, nét iets minder dan rockband Behave en ruim achter winnaar Treble. Als gevolg hiervan verloor ze vervolgens haar platencontract bij BMG, omdat zij hadden gesteld dat Mulder dit alleen kon behouden mits ze het festival won.
Op 24 maart 2007 zong Mulder het Nederlandse volkslied, het Wilhelmus, voorafgaand aan het EK kwalificatieduel Nederland - Roemenië in stadion De Kuip te Rotterdam. Op 22 september 2007 kwam het nummer "Zo zij wij" op single uit. Dit nummer was een duet met Erik Hulzebosch en stond ook op zijn album. Sinds 2007 is Mulder ambassadrice voor de stichting Intermobiel. Mulder schreef ook teksten voor nummers van Kinderen voor Kinderen en de meidengroep Kus. In april 2008 zong Mulder voor de start van Kids Sports News een speciaal hiervoor geschreven nummer in. In 2008 sprak ze tevens het kinderboek Het geluk van een bokmuis in. Ook werd ze in 2008 ambassadrice voor de stichting Nederland Positief.

### Overige activiteiten
- In het najaar van 2006 deed Mulder mee aan Sterren dansen op het ijs, een ijsdanswedstrijd op tv, uitgezonden door SBS6. Samen met haar danspartner, de Rus Alexander Svetchnikov, nam ze het op tegen 10 andere bekende Nederlanders. Het programma werd gepresenteerd door Gerard Joling en Nance. De vakjury sprak vol lof over haar prestaties en gaf met enige regelmaat het rapportcijfer "10". Mulder belandde 1 keer in de skate-off, maar won deze op het nippertje van Annamarie Thomas. Een week later kreeg ze te weinig sms-stemmen om door te kunnen naar de laatste ronde en eindigde op de derde plaats. Jody Bernal en Hein Vergeer streden om de eindzege, Vergeer won uiteindelijk.
- In 2007 deed Mulder ook mee aan het Talpa televisieprogramma Celebrity Poker. Ze viel in de eerste ronde af. Op 14 augustus 2007 schreef Mulder een voorronde van het Partypoker.net: Dutch Open pokertoernooi op haar naam, waarvan de finale op 23 oktober 2007 op Veronica werd uitgezonden. Ook deze finale in Londen, waarin ze het opnam tegen vijf poker professionals, werd door haar gewonnen. Hiermee verdiende ze 50.000 euro.[3] Voor Veronica deed Mulder verslag van verschillende pokertoernooien waar ze soms ook als deelneemster aanwezig was.
- Op Net5 presenteerde Mulder in het seizoen 2007/08 het hockey programma Euro Hockey League waarin de wedstrijden om de Euro Hockey League centraal staan.
- In 2008 ging Mulder de rol van Roodkapje spelen in de gelijknamige musical, welke in oktober 2008 in première ging. Ook schreef zij voor de musical het nummer "Mijn Hart".[4]
- In het theaterseizoen 2010/11 speelde Mulder naast Geert Hoes een hoofdrol in de musical De Gelaarsde Kat. Deze musical werd geproduceerd door Van Hoorne Events & Theaterproducties en ging op 16 oktober 2010 in première.[5] In 2012 speelde ze in de kindermusicals Thomas de Locomotief en Doornroosje.[6]

Vanaf september 2014 speelt ze Sneeuwwitje in de gelijknamige kindermusical van Van Hoorne Entertainment, samen met onder andere Geert Hoes.

### Privéleven
Mulder heeft met haar vriend een dochter en een zoon.

## Discografie

### Albums
| Album met eventuele hitnotering(en) in de Nederlandse Album Top 100 | Datum van verschijnen | Datum van binnenkomst | Hoogste positie | Aantal weken | Opmerkingen |
| ------------------------------------------------------------------- | --------------------- | --------------------- | --------------- | ------------ | ----------- |
| Idols 2: Greatest Moments                                           |                       | -                     |                 |              | Compilatie  |
| Wacht op mij                                                        | 28-03-2005            | 02-04-2005            | 19              | 7            |             |

### Singles
| Single met eventuele hitnotering(en) in de Nederlandse Top 40 | Datum van verschijnen | Datum van binnenkomst | Hoogste positie | Aantal weken | Opmerkingen                           |
| ------------------------------------------------------------- | --------------------- | --------------------- | --------------- | ------------ | ------------------------------------- |
| Zoals je naar me kijkt                                        | 16-09-2004            | 25-9-2004             | 10              | 8            |                                       |
| Als je iets kan doen                                          | 06-01-2005            | 15-01-2005            | 1(4wk)          | 9            | als onderdeel van Artiesten voor Azië |
| Omdat je bij me blijft                                        | 07-03-2005            | 19-03-2005            | 35              | 2            |                                       |
| Jou                                                           |                       | 13-08-2005            | tip11           | -            |                                       |

### Dvd's
| Dvd's met hitnoteringen in de Nederlandse Music Top 30 | Datum van verschijnen | Datum van binnenkomst | Hoogste positie | Aantal weken | Opmerkingen         |
| ------------------------------------------------------ | --------------------- | --------------------- | --------------- | ------------ | ------------------- |
| Sneeuwwitje                                            | 2015                  | 21-11-2015            | 16              | 8            | met o.a. Geert Hoes |